# Nassinia caffraria
Nassinia caffraria är en fjärilsart som beskrevs av Carl von Linné 1767. Nassinia caffraria ingår i släktet Nassinia och familjen mätare. Inga underarter finns listade i Catalogue of Life.